# CallAir Model A

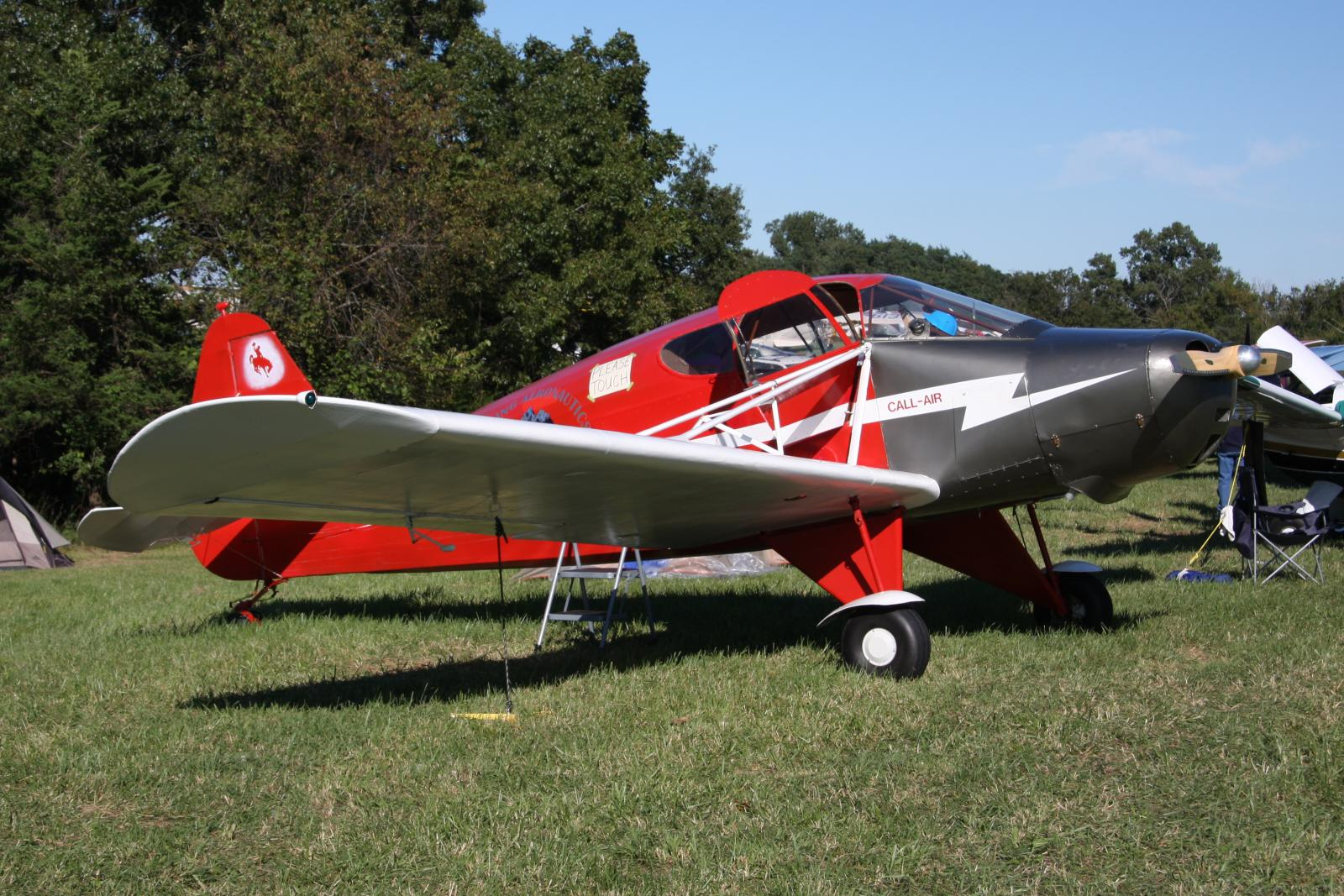
CallAir A-2

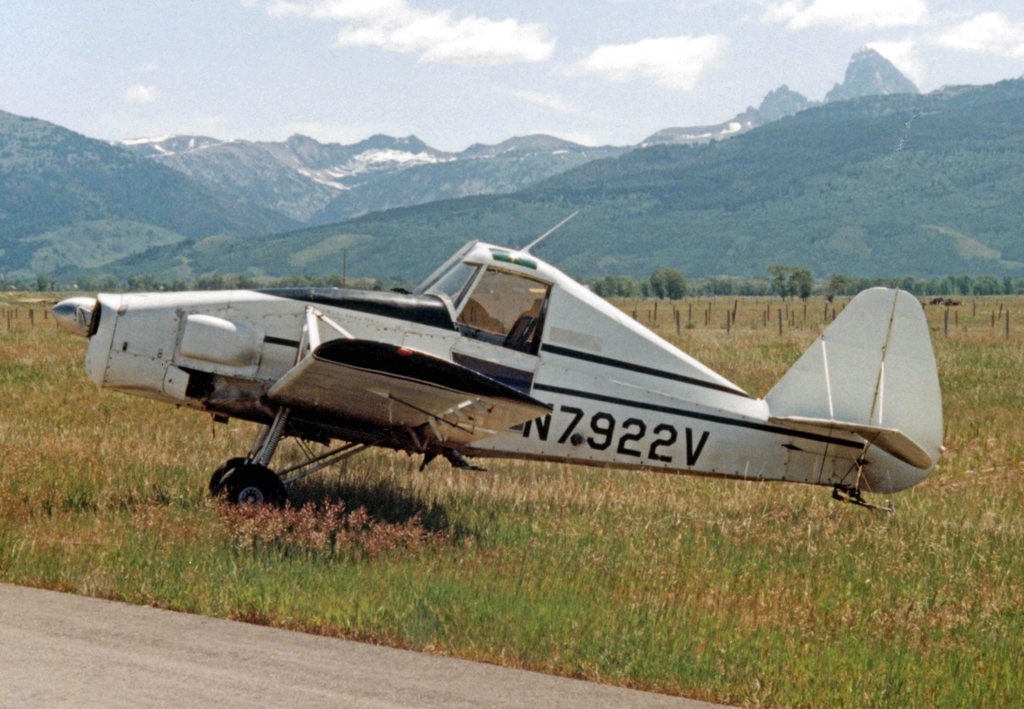
Aero Commander A-9

Die CallAir Model A ist ein Leichtflugzeug des US-amerikanischen Herstellers CallAir Inc., das Anfang der 1940er Jahre entwickelt und dessen Agrarflugzeugvariante bis 1984 gebaut wurde.

## Geschichte
Reuel T. Call, ein luftfahrtbegeisterter Rancher und Spediteur aus Wyoming, kaufte 1933 eine Kinner Sportster mit offenem Cockpit, die er mitten im Winter vom Werk in Glendale überführte. Er war so begeistert von den Leistungen der Maschine im Hochgebirge, dass er 1937 mit seinen Brüdern beschloss, auf Grundlage der Sportster, mit der Call-Air eine eigene Maschine zu entwerfen.
Die erste Ausführung der Model A verwendete beim Erstflug im Winter 1940 einen 80 PS leistenden Continental A-80 und war gedacht für den Einsatz bei Ranchern und Farmern in hoch gelegenen bergigen Gegenden. So lag auch der Werksflugplatz von CallAir auf einer Höhe von 1900 m. Im Juli 1941 erhielt der Prototyp einen leistungsstärkeren Lycoming-Motor mit 100 PS. Die Serienfertigung sollte 1942 beginnen, konnte aber wegen des Kriegseintritts der USA und der damit verbundenen Einstellung des zivilen Flugzeugbaus, nicht aufgenommen werden. Die Call-Familie wartete bis 1946, um die verbesserte Variante A-2 mit einem 125-PS-Triebwerk vorzustellen, die sich im Nordwesten der USA schnell als Verkaufserfolg etablierte. Da das Material zum Bau schwierig zu beschaffen war, kaufte Call die Rechte an der Interstate Cadet vor allem wegen des bei Interstate noch vorhandenen Materials.
Im Jahr 1947 erhielt die Version A-3 ihre Musterzulassung mit einem 125-PS-Continental-Motor, gefolgt von der A-4 mit einem 135 PS leistenden Triebwerk. Mit der A-5 und A-6 entstanden erstmals auch Agrarflugzeug-Varianten des Baumusters. Insgesamt betrug die Produktion der Model A bei CallAir neben dem Prototyp 140 Serienexemplare. Aufgeteilt auf die Varianten waren dies: 4 A-1, 13 A-2, 15 A-3, 30 A-4, 45 A-5, 19 A-6, 3 A-7. Weitere 11 Exemplare haben keine Variantenzuordnung.
Im Jahr 1962 erwarb die Intermountain Manufacturing Co. (IMCO) CallAir bei einer öffentlichen Versteigerung. IMCO entwickelte mit der IMCO CallAir A-9 eine modifizierte Variante der A-5 und A-6, die ab März 1963 mit einer Rate von einem Exemplar pro Woche ausgeliefert wurde. Die größte Veränderung gegenüber dem Ausgangsentwurf war dabei die aus Sicherheitsgründen vorgenommene Verlagerung des Sprühmittelbehälters (Hopper) zwischen Motor und Cockpit. IMCO produzierte 78 A-9.
IMCO wurde 1966 von der Aero Commander Abteilung von Rockwell Standard übernommen, die damit auch die Produktionsrechte für die A-9 erhielt. Aero Commander vermarktete die A-9 als Quail Commander. Seit 1965 produzierte Aero Commander auch die Aero Commander Ag Commander, ab 1967 als Aero Commander Thrush Commander bezeichnet, sodass hier Verwechslungen entstehen können. Im Jahr 1967 fand der Zusammenschluss von Rockwell-Standard mit North American Aviation statt.
Am 23. April 1971 gab North American Rockwell (NAR) bekannt, dass das neu gegründeten Unternehmen Aeronautica Agricola Mexicana SA (AAMSA), an dem NAR einen Anteil von 30 % hält, die Produktionsrechte, Werkzeuge und Material für die Muster Sparrow Commander und die Quail Commander gekauft hat. Bei AAMSA wurde die weiterentwickelte IMCO CallAir A-9 als AAMSA A9B-M Quail bis 1984 weitergebaut.

## Versionen
Ein Prototyp80 PS Continental A-80, Erstflug 1940
A-1Vierzylinder Lycoming O-235-A oder -B (100 PS), 4 Exemplare, Musterzulassung ATC #758 am 26. Juli 1944
A-2Vierzylinder Lycoming O-290-A (125 PS), Musterzulassung 31. Juli 1946
A-3Sechszylinder Continental C-125-2 (125 PS), Musterzulassung 6. November 1947
A-4Vierzylinder Lycoming O-320-A2A (150 PS), Erstflug 14. Dezember 1954
A-5Agrarflugzeugvariante mit 150 PS, 2 Personen auf Tandemsitzen auf linker Seite, Sprühmittelbehälter rechts im Rumpf
A-6Agrarflugzeugvariante mit 180 PS, Erstflug 18. Dezember 1957, wie A-5 aber größere Treibstoffkapazität
A-7Ähnlich A-5, aber ein Sternmotor Continental W670-240 als Antrieb. Ein Exemplar aus A-6 umgebaut
über eine eventuelle Version A-8 sind keine Informationen verfügbar
A-9von IMCO gebaut, für Weiterentwicklung s. AAMSA A9B-M Quail

## Technische Daten
| Kenngröße             | A-2                                                                 | A-4 Model 150                                                          |
| --------------------- | ------------------------------------------------------------------- | ---------------------------------------------------------------------- |
| Besatzung             | 1                                                                   | 1                                                                      |
| Passagiere            | 1 bis 2                                                             | 1 bis 2                                                                |
| Länge                 | 7,14 m                                                              | 7,25 m                                                                 |
| Spannweite            | 10,97 m                                                             | 10,80 m                                                                |
| Höhe                  | 2,13 m                                                              | 2,38 m                                                                 |
| Flügelfläche          | 16,87 m²                                                            | 17,29 m²                                                               |
| Flügelstreckung       | 7,1                                                                 | 6,7                                                                    |
| Leermasse             | 467 kg                                                              | 454 kg                                                                 |
| max. Startmasse       | 703 kg                                                              | 975 kg                                                                 |
| Reisegeschwindigkeit  | 164 km/h bei 75 % Leistung                                          | 132 km/h bei 75 % Leistung                                             |
| Höchstgeschwindigkeit | 193 km/h                                                            | 167 km/h                                                               |
| Dienstgipfelhöhe      | 5330 m                                                              | 5180 m                                                                 |
| Reichweite            | 600 km bei 75 % Leistung                                            | 418 km                                                                 |
| Triebwerke            | 1 × Vierzylinder-Boxermotor Lycoming O-290-A mit 125 PS (ca. 90 kW) | 1 × Vierzylinder-Boxermotor Lycoming O-320-A2A mit 150 PS (ca. 110 kW) |